# Талліс Обед Мозес
Талліс Обед Мозес (англ. Tallis Obed Moses; нар. 24 жовтня 1954, Амбрим) — вануатський державний і громадський діяч, англіканський священик, президент Вануату з 6 липня 2017 —  23 липня 2022.

## Біографія
Навчався в Австралії і Папуа-Новій Гвінеї, служив модератором Пресвітеріанської церкви Вануату. Був пастором півдюжини парафій від Ерроманго до Люганвіля, а перед обранням президентом служив пастором пресвітеріанської церкви в Порт-Вато на Амбримі.
Після несподіваної смерті президента Вануату Балдвіна Лонсдейла 17 червня 2017 року, на 3 липня було призначено обрання нового президента колегією виборців, що складається з 52 членів парламенту, президентів місцевих рад і голів трьох муніципалітетів Вануату.. У фінальний список кандидатів увійшли 16 осіб, в тому числі колишні прем'єр-міністри Барак Сопе і Максим Корман, а також власне Талліс Мозес. За підсумками першого туру Корман отримав лише 6 голосів, тому було призначено нове голосування. 5 липня у другому турі Мозес набрав 27 голосів, а Корман — 14, після чого головний суддя Вінсент Лунабек знову оголосив про проведення нового голосування, наміченого на той же день. За підсумками третього туру Мозес набрав 32 голоси, а Корман — 23, і через відсутність більшості в дві третини голосів було оголошено про нове голосування.. У четвертому турі, що відбувся 6 липня, Мозес переміг на виборах, отримавши 39 голосів проти 17 у Кормана. В той же день в ході нетривалої церемонії у Порт-Вілі 63-річний Мозес був приведений до присяги та обійняв посаду президента.